# Alzira (község)
Alzira egy község Spanyolországban, Valencia tartományban. Alzira Alberic, Algemesí, Antella, Benimodo, Benimuslem, Carcaixent, Guadassuar, Massalavés, Sumacàrcer, Tous, Corbera, Favara, Valencia, Polinyà de Xúquer, Simat de la Valldigna, Tavernes de la Valldigna, Benifairó de la Valldigna, Llaurí és Benicull de Xúquer községekkel határos. Lakosainak száma 47 335 fő (2024).

## Népesség
A település lakosságának változását az alábbi diagram mutatja:
| Lakosok száma | 40 818 | 41 920 | 43 038 | 44 690 | 44 941 | 44 518 | 44 255 | 44 352 | 45 451 | 47 335 |
|               | 2001   | 2004   | 2007   | 2009   | 2012   | 2014   | 2017   | 2019   | 2022   | 2024   |